# Tourbillon

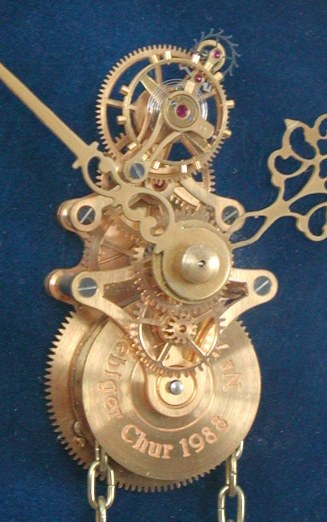
Mechanizm zegarowy z tourbillonem

Tourbillon (czyt. turbijon, franc. trąba powietrzna) – w zegarach mechanicznych obrotowa klatka zawierająca balans i mechanizm wychwytowy. Celem obrotu całej tej konstrukcji jest niwelowanie wpływu grawitacji na niesymetrycznie wyważony mechanizm balansu, co skutkuje zwiększeniem precyzji chodu zegarka. Zazwyczaj tourbillony dokonują pełnego obrotu wokół swojej osi w ciągu 60 sekund. Ze względu na duży stopień skomplikowania tego mechanizmu, stosuje się go jedynie w luksusowych, a co za tym idzie, drogich zegarkach. Mechanizm tourbillonu często jest w zegarkach specjalnie eksponowany, gdyż sam jego ruch pełni rolę wskazówki sekundowej, poza tym jasno informuje patrzącego, że zegarek wyposażony jest właśnie w takie prestiżowe urządzenie. Bywają tourbillony wykonujące obroty w więcej niż jednej osi. Pierwszy tourbillon został skonstruowany przez Abrahama Louisa Bregueta w 1801 roku.